# Osmia cyanescens
Osmia cyanescens är en biart som beskrevs av Morawitz 1875. Osmia cyanescens ingår i släktet murarbin, och familjen buksamlarbin. Inga underarter finns listade i Catalogue of Life.